# 敷地文江
敷地 文江（しきち ふみえ、1964年 - ）は兵庫県出身の日本の現代音楽作曲家。
神戸女学院大学音楽学部ピアノ科卒業。作曲を鈴木英明に師事。秋吉台国際20世紀音楽セミナー&フェスティバル等に参加。1998年よりドイツでヨンギー・パクパーンに師事。
| スタブアイコン | サブスタブ | この項目は、まだ閲覧者の調べものの参照としては役立たない、音楽関係者（バンド等）に関連した書きかけの項目です。この項目を加筆・訂正などしてくださる協力者を求めています（P:音楽/PJ:芸能人）。 |

| スタブアイコン | サブスタブ | この項目は、まだ閲覧者の調べものの参照としては役立たない、クラシック音楽に関連した書きかけの項目です。この項目を加筆・訂正などしてくださる協力者を求めています（P:クラシック音楽/PJ:クラシック音楽）。 |